# Gurdev Singh Khush
Gurdev Singh Khush är en indisk agronom och genetiker, som tillsammans med sin mentor Henry Beachell fick 1996 års World Food Prize (Världsmatpriset) för enastående insatser med att bredda och förbättra den globala tillgången på ris under en tid av exponentiell befolkningstillväxt.
Khushs enastående karriär började på en veteplantage i norra Indien, där hans far fick  honom att inse värdet av utbildning. Efter en agronomexamen från Punjab Agricultural University  1955 begav han sig till England och tog arbete i en fabrik för att få ihop pengar till en USA-resa. År 1957 ansökte han till och accepterades av University of California, Davis, där han kom att studera för de två legendariska växtgenetikerna Ledyard Stebbins och Charles Rick. Efter att ha fått sin doktorsexamen i lantbruksvetenskap 1960, fortsatte han att forska om tomaters genom med Rick i sju år. 
För att nå allt bättre rissorter, som skall nära en växande befolkning utvecklingsländer och stödja deras jordbruksekonomier, tillbringade Khush över tjugo år med att leda och delta i genetisk forskning och växtförädling på IRRI (International Rice Research Institute). Dessutom har hans arbete givit honom möjlighet att spela en central roll i utvecklingen av mer än 300 nya rissorter, till exempel en:Semi-dwarf IR36.

## Fotnoter
1. ↑  Rice Research: The Way Forward : IRRI 2000-2001 (på engelska), International Rice Research Institute, 2001, s. 46, ISBN 978-971-22-0159-2, läs online.[källa från Wikidata]
2. 1 2 3 4 5 6  Library of Congress Authorities, USA:s kongressbibliotek, läst: 26 november 2020.[källa från Wikidata]
3. ↑  Bibliothèque nationale de France, BnF Catalogue général : öppen dataplattform, id-nummer i Frankrikes nationalbiblioteks katalog: 135180504, läst: 26 mars 2017.[källa från Wikidata]
4. 1 2  läs online, fbae.org , läst: 4 november 2020.[källa från Wikidata]
5. ↑  läs online, wolffund.org.il .[källa från Wikidata]
6. ↑  The World Food Prize: 2006 Laureates Arkiverad 29 juli 2009 hämtat från the Wayback Machine.